# Філадельфія Іглс
«Філадельфія Іглс» (англ. Philadelphia Eagles — Філадельфійські орли) — професійна команда з американського футболу з міста Філадельфія, штат Пенсільванія, заснована 1933 року. Команда є членом Східного дивізіону, Національної футбольної конференції, Національної футбольної ліги.
Домашнім полем для «Іглс» є Лінкольн Файненшл філд.
Команда мала декілька назв:
- Філадельфія Іглс, (англ. Philadelphia Eagles) 1933-1942

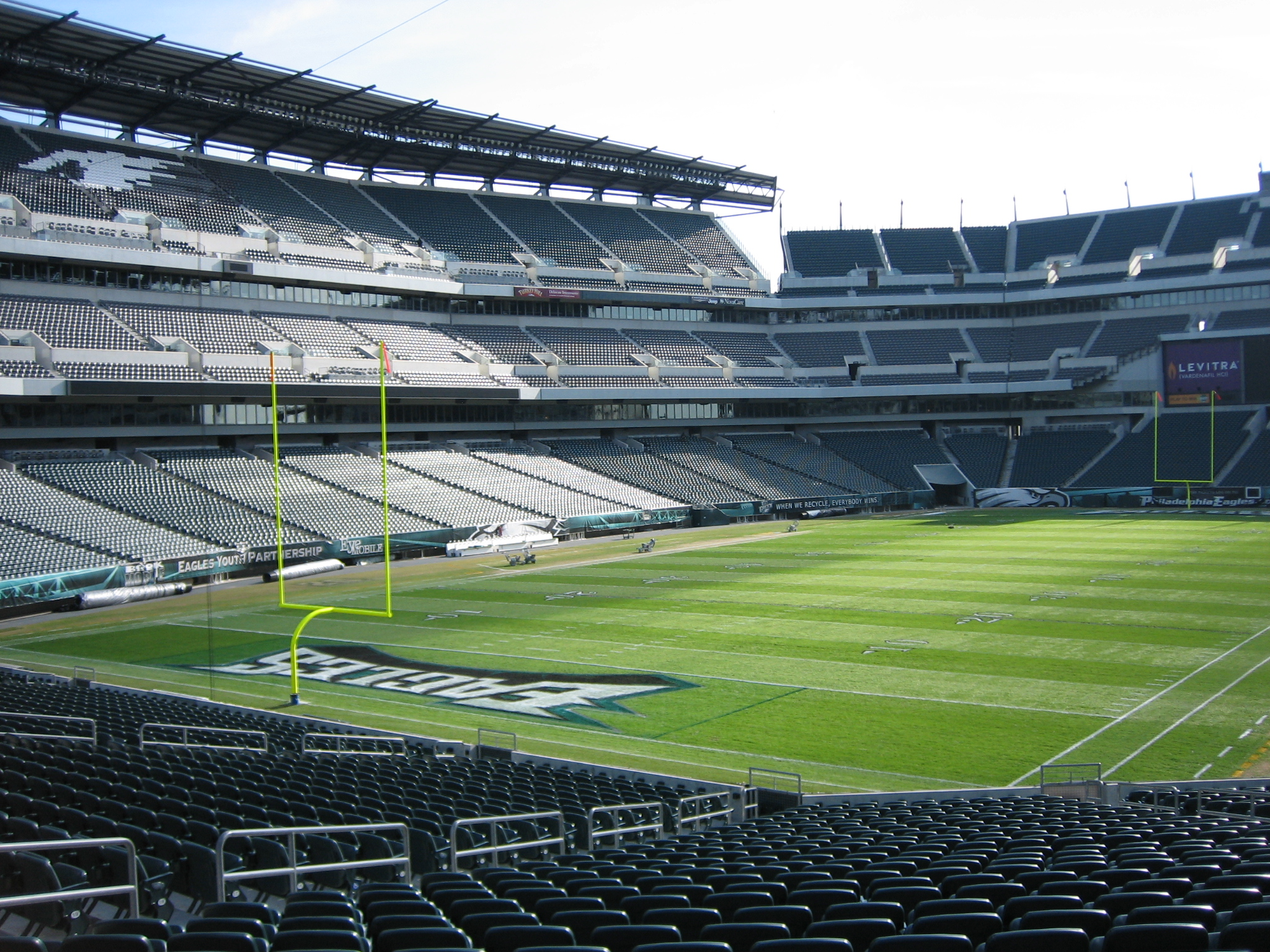
Лінкольн Файненшл Філд

- Філадельфія-Піттсбург Стіглс (англ. Philadelphia-Pittsburgh Steagles) 1943
- Філадельфія Іглс, (англ. Philadelphia Eagles) 1944 — понині

«Іглс» вигравали  Супербоул (чемпіонат НФЛ) у 2018 та 2025 роках.